# Sweet November (film, 1968)
Pour les articles homonymes, voir Sweet November.

Sweet November est un film américain réalisé par Robert Ellis Miller et sorti en 1968.
C'était à l'origine une pièce de théâtre de Herman Raucher, dont Universal Pictures a racheté les droits avant qu'elle ne soit produite sur scène.
Le film a fait l'objet d'un remake en 2001 avec Keanu Reeves et Charlize Theron dans les rôles principaux.

## Fiche technique
- Réalisation : Robert Ellis Miller
- Scénario : Herman Raucher
- Production : Gina Production
- Photographie : Daniel L. Fapp
- Musique : Michel Legrand
- Montage : 	James T. Heckert
- Durée : 114 minutes
- Dates de sortie: 
  - 8 février 1968 ( États-Unis)
- Affiche : Raymond Elseviers (titre : L'Amant de novembre, Belgique)

## Distribution
- Sandy Dennis : Sara Deever
- Anthony Newley : Charlie Blake
- Theodore Bikel : Alonzo
- Burr DeBenning : Clem Batchman
- Sandy Baron : Richard
- Marj Dusay : Carol
- Martin West : Gordon
- Virginia Vincent : Mme Schumacher
- King Moody : Digby
- Robert Gibbons : Sam Naylor